# St-Philibert (Charlieu)

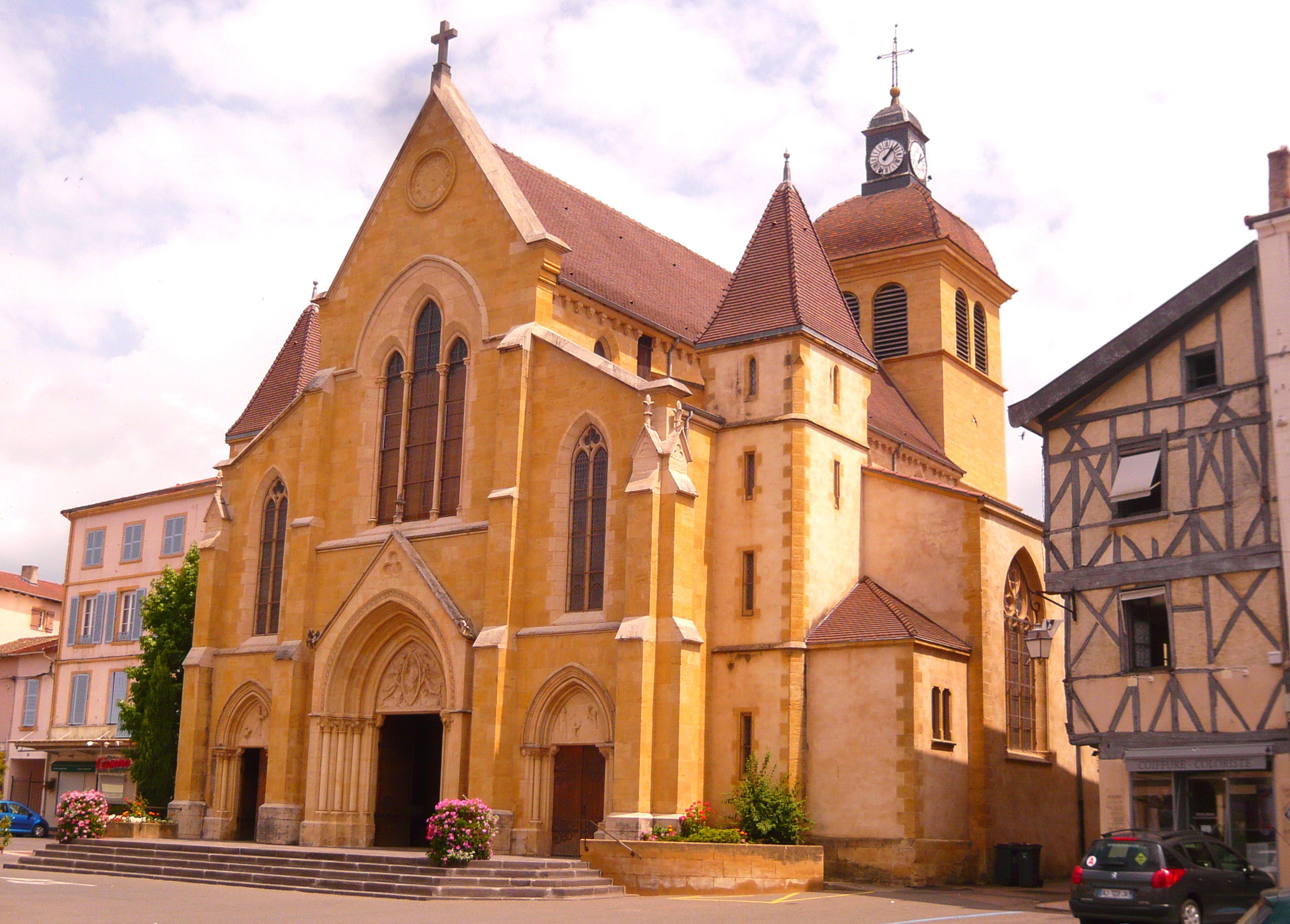
Ansicht der Kirche Saint-Philibert in Charlieu

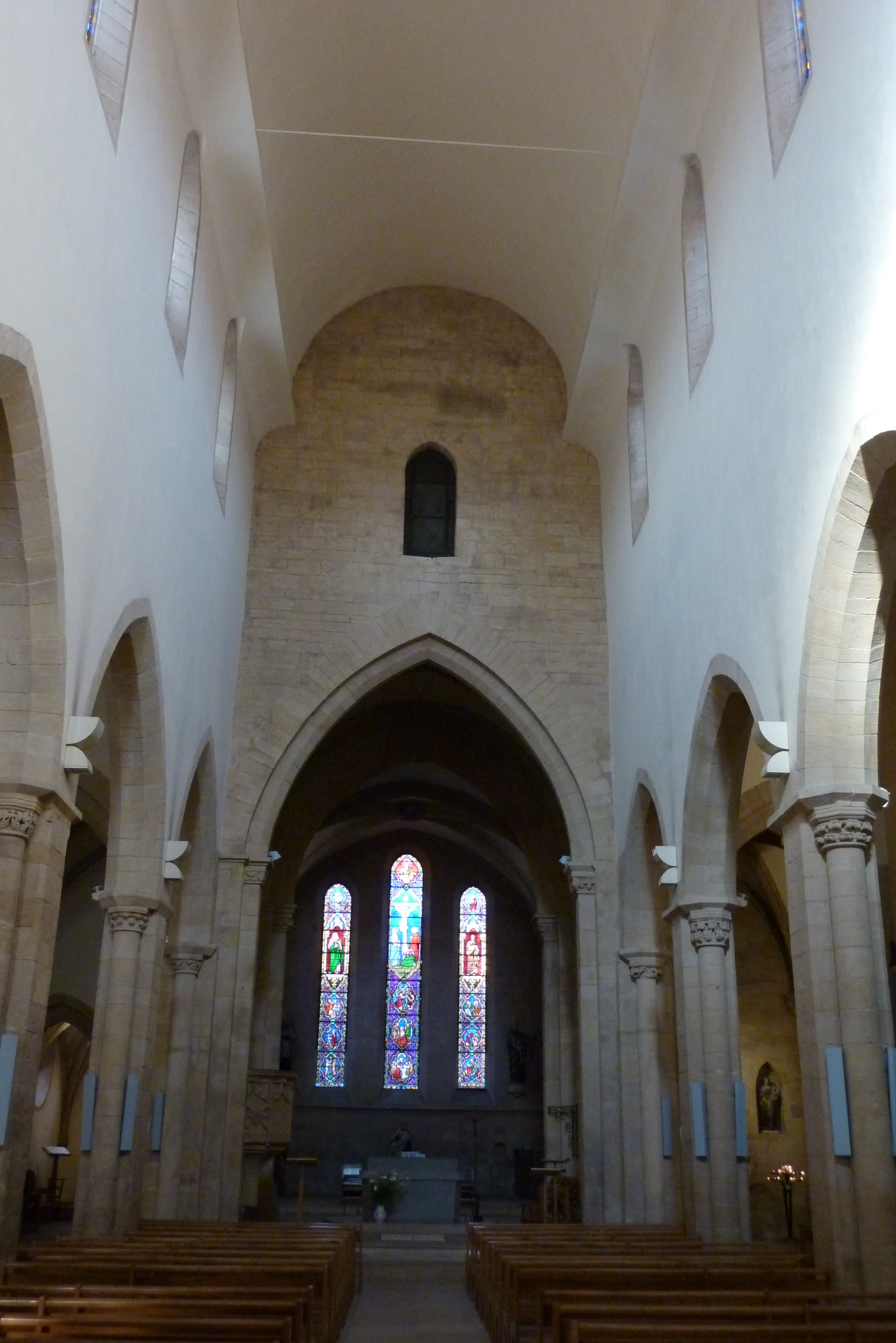
Innenraum der Kirche

Die Pfarrkirche Saint-Philibert in Charlieu, einer Gemeinde im Département Loire in der Region Auvergne-Rhône-Alpes (Frankreich), wurde im 13. Jahrhundert von den Bürgern des Ortes errichtet. Die Kirche ist dem heiligen Philibert geweiht.

## Geschichte
Die Kirche wurde 1238 erstmals erwähnt. Der rechteckig geschlossene Chor ist im Stil der burgundischen Gotik gestaltet. Das Hauptschiff und die Seitenschiffe stammen aus dem Ende des 14. und dem Anfang des 15. Jahrhunderts. Die Seitenkapellen wurden Ende des 15. und im 16. Jahrhundert errichtet. Im 19. Jahrhundert wurde die Kirche um zwei Joche verlängert und die heutige Fassade angefügt.

## Ausstattung
Die Kirche besitzt ein geschnitztes und bemaltes Chorgestühl aus dem 15. Jahrhundert mit der Darstellung der zwölf Apostel. Im Chor befinden sich Skulpturen des heiligen Philibert und des heiligen Éloi. Die steinerne Kanzel aus dem 15. Jahrhundert ist ebenfalls noch erhalten.